# Scuola superiore di studi universitari e di perfezionamento Sant'Anna
La Scuola Superiore Sant'Anna (SSSUP) è un istituto pubblico di istruzione universitaria a ordinamento speciale con sede a Pisa. L'ente è riconosciuto dal Ministero dell'istruzione, dell'università e della ricerca e opera al fine di favorire lo sviluppo della cultura e della ricerca scientifica e tecnologica, in ambito sia nazionale sia internazionale.
La Scuola svolge attività di formazione, sia di tipo ordinario (laurea triennale e laurea magistrale) sia di perfezionamento (dottorato di ricerca).

## Storia
La Scuola Superiore di Studi Universitari e di Perfezionamento Sant'Anna di Pisa nasce nel 1987, come istituzione universitaria a ordinamento speciale, e ha alle spalle una lunga tradizione legata alla città di Pisa e alla storia della sua università e dei suoi collegi.
Le origini della Scuola Superiore Sant'Anna risalgono al Collegio Ferdinando I, fondato nel 1593 per accogliere studenti delle facoltà di medicina e di giurisprudenza, e al Collegio Puteano, fondato nel 1605 per accogliere studenti delle facoltà di medicina, diritto e filosofia provenienti dalla città di Biella. Questi collegi vengono rifondati con la nascita nel 1931 del Collegio Mussolini per le scienze corporative e nel 1932 del Collegio Nazionale Medico, che a fine anni 1940 furono unificati nel Collegio Medico Giuridico. Nel 1951 viene istituito il Collegio Antonio Pacinotti per accogliere gli studenti delle facoltà di Economia, Ingegneria e Agraria.
Con la legge n. 117 del 7 marzo 1967, i collegi vengono riuniti in un'unica Scuola Superiore di Studi Universitari e di Perfezionamento, organizzata nelle aree disciplinari di Scienze sociali e di Scienze applicate e sperimentali. Nel 1987 il progetto per la valorizzazione della formazione di eccellenza e delle realtà collegiali trova infine pieno compimento con la legge istitutiva n. 41 del 14 febbraio, che sancisce la nascita della Scuola Superiore di Studi Universitari e di Perfezionamento Sant'Anna di Pisa e il suo ingresso nel sistema universitario italiano come università a ordinamento speciale.
La Scuola Superiore Sant'Anna è la seconda Scuola Superiore di Pisa, e si distingue dalla "gemella" Scuola Normale Superiore, per gli ambiti di studio e di ricerca in cui opera: Scienze economiche e manageriali, Scienze Giuridiche, Scienze Politiche, Scienza dei Dati, Scienze agrarie e biotecnologie vegetali, Scienze Mediche e Ingegneria Industriale e dell'Informazione.
Nel corso degli anni la Scuola Superiore Sant'Anna si è affermata nel contesto universitario italiano e internazionale come una realtà dinamica e fortemente innovativa in grado di cogliere le sfide della ricerca avanzata e al tempo stesso mantenere le prerogative di un'istituzione universitaria dedita alla valorizzazione del merito e del talento mediante percorsi di formazione che si distinguono per l'interdisciplinarità, la connessione con la ricerca e una marcata apertura internazionale.
La Scuola si presenta nel contesto universitario italiano come un ateneo giovane e di piccole dimensioni caratterizzato negli ultimi anni da una costante crescita, tanto da rappresentare oggi la più grande Scuola a ordinamento speciale d'Italia.

### Ranking
Times Higher Education Young University Rankings 2023
- 1º posto a livello nazionale su 18 università censite
- 11º posto a livello europeo
- 19º posto a livello mondiale su 963 università censite

Times Higher Education Small University Rankings 2023
- 5º posto a livello mondiale

## Organizzazione accademica
La Scuola Superiore Sant'Anna si articola in due classi accademiche a cui afferiscono il corpo docente e il personale di ricerca:
- Classe accademica di Scienze Sociali, che comprende le aree scientifiche di Scienze economiche e manageriali, Scienze giuridiche, Scienze politiche, Scienza dei Dati[3] (per i soli Allievi Ordinari di II Livello, a partire dal 2024).
- Classe accademica di Scienze Sperimentali, che comprende le aree scientifiche di: Ingegneria industriale e dell'informazione, Scienze agrarie e biotecnologie vegetali, Scienze mediche.

### Corsi Ordinari
L'ammissione alla Scuola per i Corsi Ordinari (lauree triennali e magistrali), avviene tramite concorso: è possibile accedervi sin dal primo anno di università (Concorso di I Livello), oppure dopo aver conseguito la laurea triennale (Concorso di II Livello).
Gli esami di ammissione sono diversi a seconda della classe di appartenenza cui si chiede l'ammissione; in ogni caso sono previste prove scritte e prove orali.
A chi è ammesso sono garantiti vitto e alloggio gratuiti nelle strutture della Scuola, rimborsi per eventuali soggiorni di studio in Italia e all’estero e un contributo didattico annuo. Inoltre Allieve e gli Allievi hanno a disposizione una serie di servizi per tutto il percorso di studio: una biblioteca, dove è possibile studiare ma anche prendere libri in prestito; aule studio; una mensa con servizi di colazione, pranzo e cena; palestre; sale di musica; servizio di pulizie in camera, guardaroba e lavanderia.
Gli Allievi Ordinari sono al contempo Allievi della Scuola e studenti presso l'Università di Pisa: al percorso accademico regolare presso l'Università di Pisa sono affiancati per gli Allievi i corsi erogati dalla Scuola e altri obblighi didattici.
La Scuola inoltre sei lauree magistrali, di cui cinque congiunte con l'Università di Pisa (Bionics Engineering, Economics, Biotecnologie Molecolari, International Security Studies, Scienze infermieristiche ed ostetriche) ed una con l'Università di Trento (Innovation Management).

### PhD
La Scuola offre dieci programmi di dottorato (Biorobotica; Agrobiodiversity; Agrobioscienze; Health Science, Technology and Management; Economics; Diritto; Innovation, Sustainability and Healthcare; Human Rights, Global Politics and Sustainability: Legal and Philosophical Perspectives; Emerging Digital Technologies; Medicina Traslazionale), oltre a dieci programmi di dottorato congiunti con altre istituzioni universitarie.

### Altre attività di formazione
In aggiunta ai Corsi Ordinari e ai programmi di dottorato, la Scuola eroga anche Seasonal School, Master Universitari e Corsi di Alta Formazione.

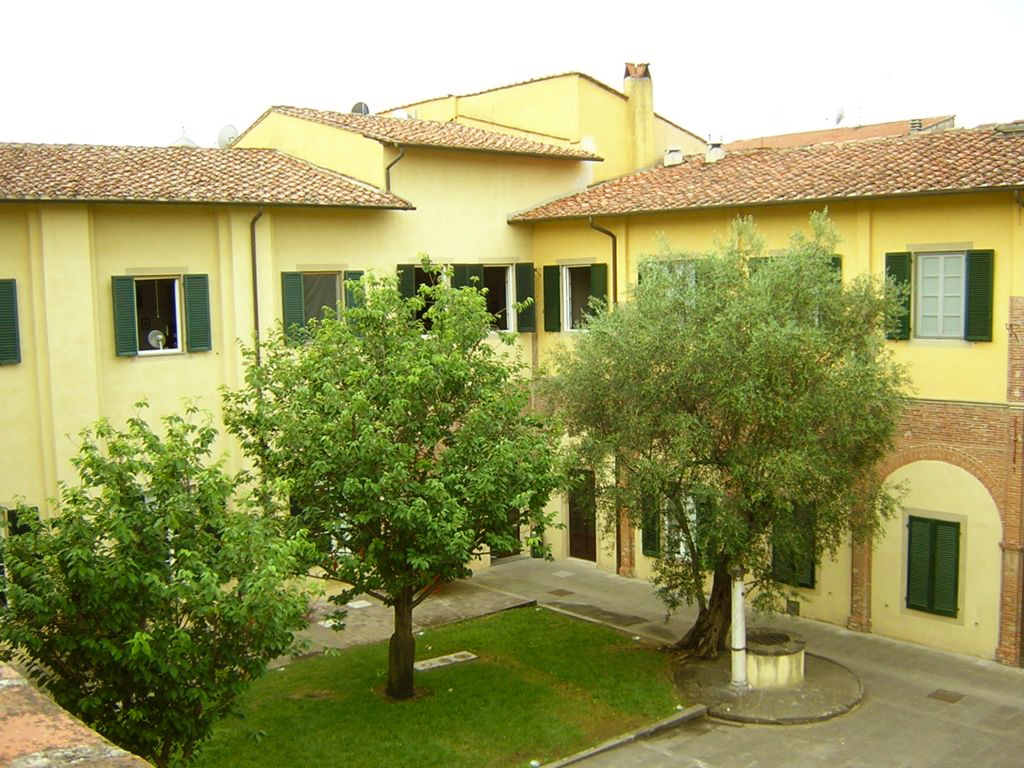
Vista di un cortile interno della Scuola

### Istituti di ricerca

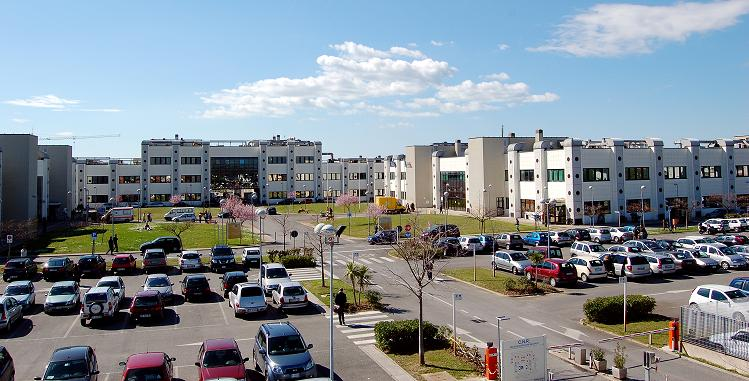
L'area della ricerca di Pisa, ospitante l'istituto TeCIP

La ricerca è condotta negli istituti, nei dipartimenti di eccellenza e nei centri di ricerca interdisciplinari.

#### Istituto di biorobotica[10]
Nato nel 2011, l’Istituto di Biorobotica ha costruito un vasto patrimonio di conoscenze e di competenze: alta formazione, ricerca di avanguardia e innovazione nei diversi settori della biorobotica e della bionica, come la robotica medica, le tecnologie indossabili, la robotica collaborativa, la robotica bio-ispirata, l'ingegneria neurale, la robotica riabilitativa e le tecnologie impiantabili.

#### Istituto di diritto, politica, sviluppo (DIRPOLIS)[11]
L'Istituto Dirpolis conduce ricerche nei campi del diritto, dell'economia e delle scienze politiche. L'Istituto Dirpolis offre numerose attività di formazione sia a livello universitario che post-universitario, e organizza inoltre percorsi di alta formazione in vari ambiti, rivolti a professionisti che vogliano accrescere le proprie conoscenze e competenze.

#### Istituto di economia[12]
L'Istituto di economia è stato fondato nel 2011 continuando le attività di ricerca del Laboratorio di Economics e Management (LEM). Porta avanti attività di insegnamento e ricerca nel campo dell'economia empirica e teorica. Le sue aree di ricerca principali includono economia della complessità, dinamiche industriali e di mercato, innovazione, cambiamento tecnologico e storia economica, scienze dei dati in economia e nelle scienze sociali.

#### Istituto di management[13]
L’Istituto di Management (IdM) svolge ricerca, formazione e attività di “terza missione” in tre aree principali: innovazione, sostenibilità e sanità.

#### Istituto di telecomunicazione, ingegneria informatica e fotonica (TeCIP)[14]
L'Istituto di Telecomunicazione, Computer Engineering e Fotonica (TeCIP) della Scuola Superiore Sant’Anna è stato creato nel 2001 come Centro di Eccellenza finanziato dal Ministero dell'Università e della Ricerca.
I principali campi di ricerca sono: network di telecomunicazioni, sistemi e componenti implementati con uso di tecnologie fotoniche e tecniche di software control; sistemi cyber-fisici, real-time computing, intelligenza artificiale e cyber-security; circuiti fotonici integrati per sensori e networks e biofotonica.

#### Istituto di intelligenza meccanica[15]
L’Istituto di Intelligenza Meccanica nasce nel maggio 2021 dalla unione dei gruppi di ricerca del Laboratorio di Robotica Percettiva (PERCRO) con il gruppo di Sensoristica avanzata della Scuola Superiore Sant’Anna. L’obiettivo primario è la progettazione e realizzazione delle parti hardware e software dei sistemi artificiali e lo studio della loro interazione futura con l’uomo.

#### Istituto di scienze delle piante[16]
L'Istituto di scienze delle piante conduce ricerca avanzata per rendere possibili sistemi di produzione primaria più resilienti e sostenibili. L'Istituto sviluppa da approcci alla ricerca che vanno dalla fisiologia vegetale alla genetica e all'agroecologia, con l'ambizione di disegnare un percorso dalla scala molecolare al paesaggio.

#### Istituto di produzioni vegetali[17]
L'Istituto di produzioni vegetali sviluppa attività scientifiche che coprono diversi aspetti della produzione di cibo plant-based e la catena dell'offerta. Le attività di ricerca e formazione sono svolti da un gruppo di ricercatori nel campo della fisiologia agricola e della genetica molecolare, dell'agronomia e dell'orticoltura, dei microbi, delle scienze del suolo e dell'acqua, e della conservazione e processazione del raccolto.

#### Dipartimento di eccellenza di Law Economics and Management in the era of Data Science (L'EMBEDS)[18]
L'EMbeDS è un acronimo che, riferendosi alla nozione di embedding, rappresenta l'obiettivo di sfruttare le opportunità sviluppate dalle Scienze dei Dati (Data Science: DS) nelle discipline di Economica (E), Management (M) e Legge (L) – sfruttando i dati, così come gli strumenti computazionali e statistici per colmare il vuoto tra i modelli complessi, la loro validazione empirica, e il loro utilizzo nella policy.

#### Dipartimento di eccellenza Robotics & AI[19]
Il Programma “Robotics & AI” nasce dalla collaborazione tra l’Istituto di BioRobotica, l’Istituto TeCIP (Tecnologie della Comunicazione, Informazione e Percezione) e l'Istituto di Intelligenza Meccanica. L’obiettivo del Programma è quello di creare una nuova generazione di robot in grado di incidere in maniera autonoma ed efficace sulla società. Lo sviluppo dell'Intelligenza Artificiale (AI) e della Scienza e la Tecnologia dei Materiali (STdM) consentirà infatti la progettazione di robot per applicazioni che influiranno su specifici settori: dai trasporti su terra ai viaggi spaziali, dall’energia alla medicina, dall’agricoltura all’arte.

#### Centro di Ricerca interdisciplinare Health Science[20]
Il Centro di ricerca interdisciplinare Health Science è un’area di ricerca multi- e interdisciplinare che coinvolge diverse professionalità della Scuola che operano nelle scienze mediche, bioingegneristiche, informatiche, economiche e di management, sociali e giuridiche. Il Centro ha l’obiettivo di superare i rigidi schematismi dei settori scientifico-disciplinari, consentendo dialogo e sinergie sul tema della Salute per sviluppare progetti di ricerca, attività di formazione e terza missione comuni. Il Centro contribuisce in questo modo alla realizzazione della missione che la Scuola si è data con il Piano strategico 2019-2025, ovvero “prendersi cura del mondo e contribuire con responsabilità alla sua crescita culturale e alla sua sostenibilità”.

#### Centro di Ricerca interdisciplinare Sostenibilità e Clima[21]
Il Centro di ricerca interdisciplinare sulla Sostenibilità e il Clima è un’area di ricerca multi- e interdisciplinare che coinvolge diverse professionalità della Scuola che operano nelle scienze economiche e di management, ingegneristiche, informatiche, sociali e giuridiche. Il Centro affronta i problemi e le sfide emergenti nel campo della sostenibilità.

## Sedi
La Scuola trova la sua principale sede nel Conservatorio Sant'Anna, istituito a Pisa nel 1785 all'interno di un monastero benedettino trecentesco, per volere del granduca Pietro Leopoldo di Lorena. Dalla legge istitutiva del 1987, la Scuola Superiore Sant'Anna è in continua evoluzione: un restauro del patrimonio edilizio e un allargamento dei propri spazi, la trasformazione verso research university e il cambiamento di governance.
Nel 2002 viene inaugurato il Polo Sant'Anna Valdera, una struttura all'avanguardia destinata alla ricerca scientifica e al trasferimento tecnologico.
Tra il 2003 e il 2004, vedono la luce ulteriori tre sedi: Palazzo Toscanelli, limitrofo alla sede storica centrale della Scuola Sant'Anna, come l'edificio in via Cardinale Maffi, dedicato all'alta formazione, e il Centro di Ricerca di Eccellenza dell'Ingegneria delle Comunicazioni e dell'Informazione (area CNR di San Cataldo), un nuovo polo di ricerca e formazione avanzata sede dell'istituto TeCIP. Nel 2010 viene inaugurato il Palazzo Alliata, sede dell'istituto di Management.
In un'ottica di espansione, la Scuola Superiore Sant'Anna ha ampliato le proprie strutture residenziali inaugurando due nuovi collegi: il Collegio A. Faedo nel 2009, condiviso con la Scuola Normale Superiore di Pisa, e il collegio Tiziano Terzani, dedicato al proprio ex allievo.
Nel 2021, la Scuola Sant'Anna e il Comune di Pisa firmano l'accordo per la cessione in comodato dell'ex convento di Santa Croce in Fossabanda, che, dopo i lavori di restauro, diventerà un nuovo campus.
Nel maggio 2024 viene inaugurato Palazzo Pilo Boyl destinato agli uffici di rappresentanza, aule, sale riunioni, uffici amministrativi e laboratori di ricerca per le Scienze Sociali.

## Associazione degli allievi
L'Associazione degli allievi della Scuola superiore Sant'Anna si è costituita nel maggio del 2006 e possono aderirvi studentesse e studenti dei corsi ordinari e dei corsi di perfezionamento. L'Associazione organizza eventi di divulgazione scientifica, approfondimento e dibattito su temi di attualità, con l'obiettivo di favorire l'arricchimento culturale e il confronto interdisciplinare tra i suoi associati

## Presidenti
- Riccardo Varaldo[24] (2005-2012)
- Giuliano Amato[25][26] (2012-2013)
- Yves Mény[27] (2014-2015)

- Yves Mény (2015-2018)

- Enrica Pagella[28] (2018-2019)
- Salvatore Rossi[29] (dal 2019)

## Rettori
- Francesco Donato Busnelli[30] (1984-1993)
- Riccardo Varaldo[24] (1993-2004)
- Paolo Ancilotti[31] (2004-2007)
- Maria Chiara Carrozza[32] (2007-2013)
- Pierdomenico Perata[33] (2013-2019)
- Sabina Nuti[34] (2019-2025)
- Nicola Vitiello (dal 2025)

## Ex allievi illustri
- Giuliano Amato, Presidente del consiglio (1992-1993) e Presidente della Corte costituzionale (2022)
- Antonio Cassese, giurista
- Sabino Cassese, giurista
- Pier Francesco Guarguaglini, dirigente di Finmeccanica fino al 2011
- Franco Mosca, chirurgo e filantropo
- Enrico Letta, ex presidente del Consiglio (2013-2014)
- Antonio Maccanico, ex ministro ed ex Sottosegretario di Stato alla Presidenza del Consiglio dei ministri
- Marcello Spatafora, diplomatico
- Tiziano Terzani, giornalista e scrittore
- Alfonso Desiata, dirigente d'azienda italiano (Generali Assicurazioni)
- Maria Chiara Carrozza, Presidente del CNR
- Emanuela Navarretta, giudice della Corte costituzionale
- Giuseppe Provenzano, ex ministro per il Sud e la coesione territoriale (2019–2021)
- Pierdomenico Perata, fisiologo